# 铅山壁虎
铅山壁虎（学名：Gekko hokouensis）又名多疣壁虎、守宮、荔波壁虎。
为壁虎科壁虎属的爬行动物。分布于日本、台湾以及中国的安徽、江苏、上海、大金山岛、浙江、福建、江西、湖南等地，该物种的模式产地在江西东北、河口或盐山。其种加词“hokouensis”意为“江西省铅山县河口镇的”。

## 描述
體長最大不超過 13 公分，體色可隨環境改變，在深色環境下，為灰黑色或深褐色；在淺色環境下，為白色或鵝黃色。

## 習性
夜間活動，以昆蟲或小型節肢動物為食。尾部極易自割。全年皆可繁殖，每次可產下卵殼相連的兩枚鈣質卵。常有多隻守宮選擇於同一處下蛋的習性。

## 棲地
台灣廣泛分佈於海拔 1000 公尺以下地區，為台灣最常見的守宮物種。一般栖息于建筑物的缝隙及洞中以及亦居住于野外砖石下及草堆内。

## 保护
本种于2023年被收录入《有重要生态、科学、社会价值的陆生野生动物名录》。